# نخالة

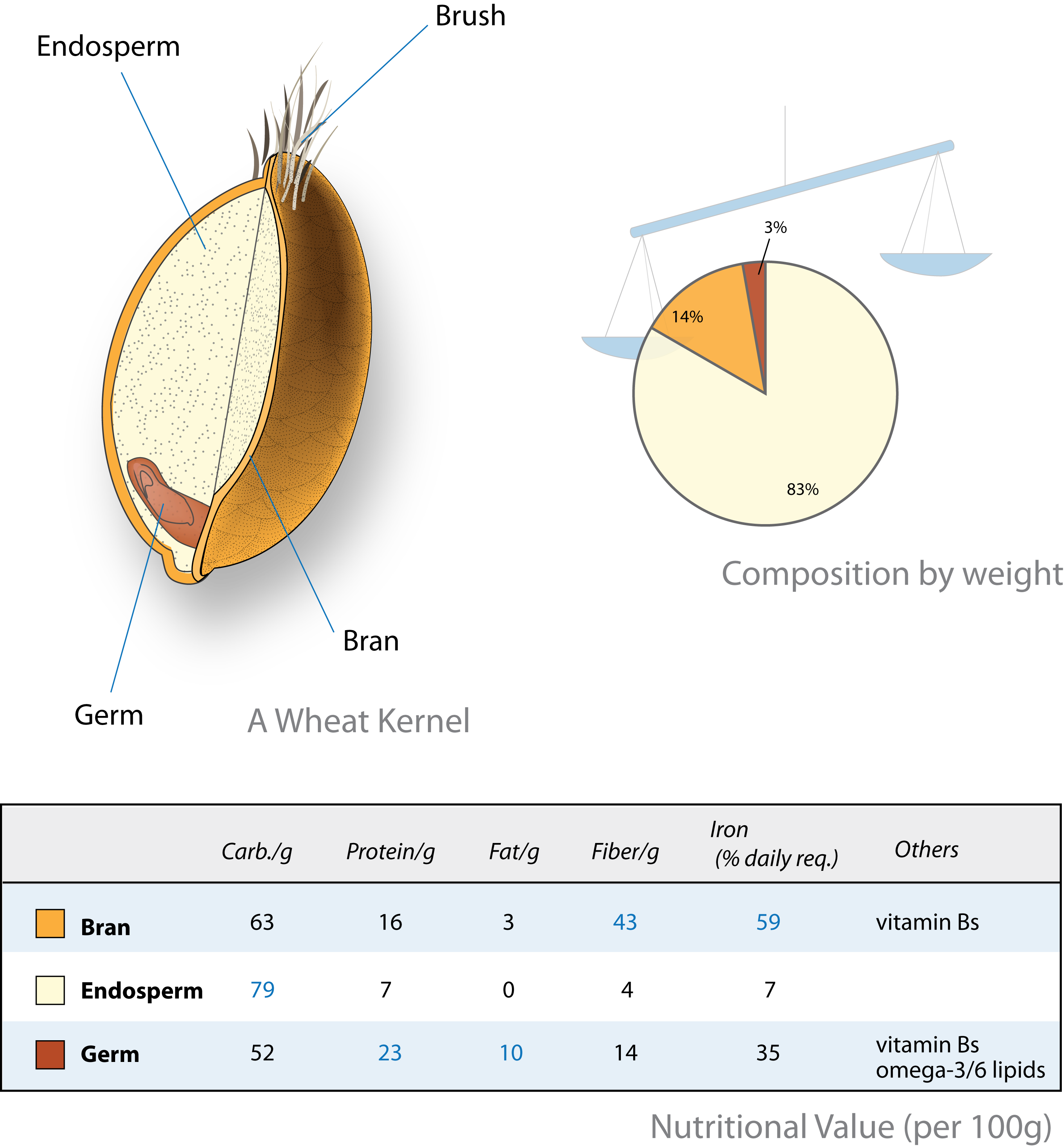
النخالة

النُّخَالَة، وفي المِصرية: الرَّدَّةُ، أو الحَشَر (بالإنجليزية: Bran): الطبقة الخارجية الصُّلْبة من الحبوب، وهي من: الآلورون مع الغلاف الثَّمَري.، وهي جزء لا يفارق الحبوب الكاملة، وأكثرُها منتج ثانوي عن مطاحن بعد إنتاج الحبوب المكررة. فإذا أُزِيلَت النُّخالة من الحبوب، فَقَدَت الحبوب جزءاً من قيمتها الغذائية، وصارَت أقل إشعارًا بالشبع؛ لفقدها أليافها الغنية.
والنخالة يمكن طحنها من الحبوب، بما في ذلك الأرز، الذرة، القمح، الشوفان، الشعير والدخن. ويجب أن لا يُخْلَط بين النخالة والقشر، والذي هو مادة خشنة متقشرة محيطة بالحبوب، ولكن لا تشكل جزءا من الحبوب نفسها.
والنخالة غنية وخاصة في الألياف الغذائية والأحماض الدهنية الأساسية وتحتوي على كميات كبيرة من النشا، البروتينات، الفيتامينات والمعادن الغذائية.
والمحتوى الزيتي المرتفع في النخالة يجعلها عرضة لفساد الرائحة، وهو أحد الأسباب التي غالباً ما يتم فصلها عن الحبوب قبل تخزينها أو مزيد من المعالجة. ويمكن للنخالة نفسه معالجتها بالحرارة لزيادة طول العمر.

## استعمالات

### صحة
تستخدم النخالة كمسهل لعلاج أمراض الإمساك.

### خبز
- العيش السن أو الخبز الأسمر

### مواشي

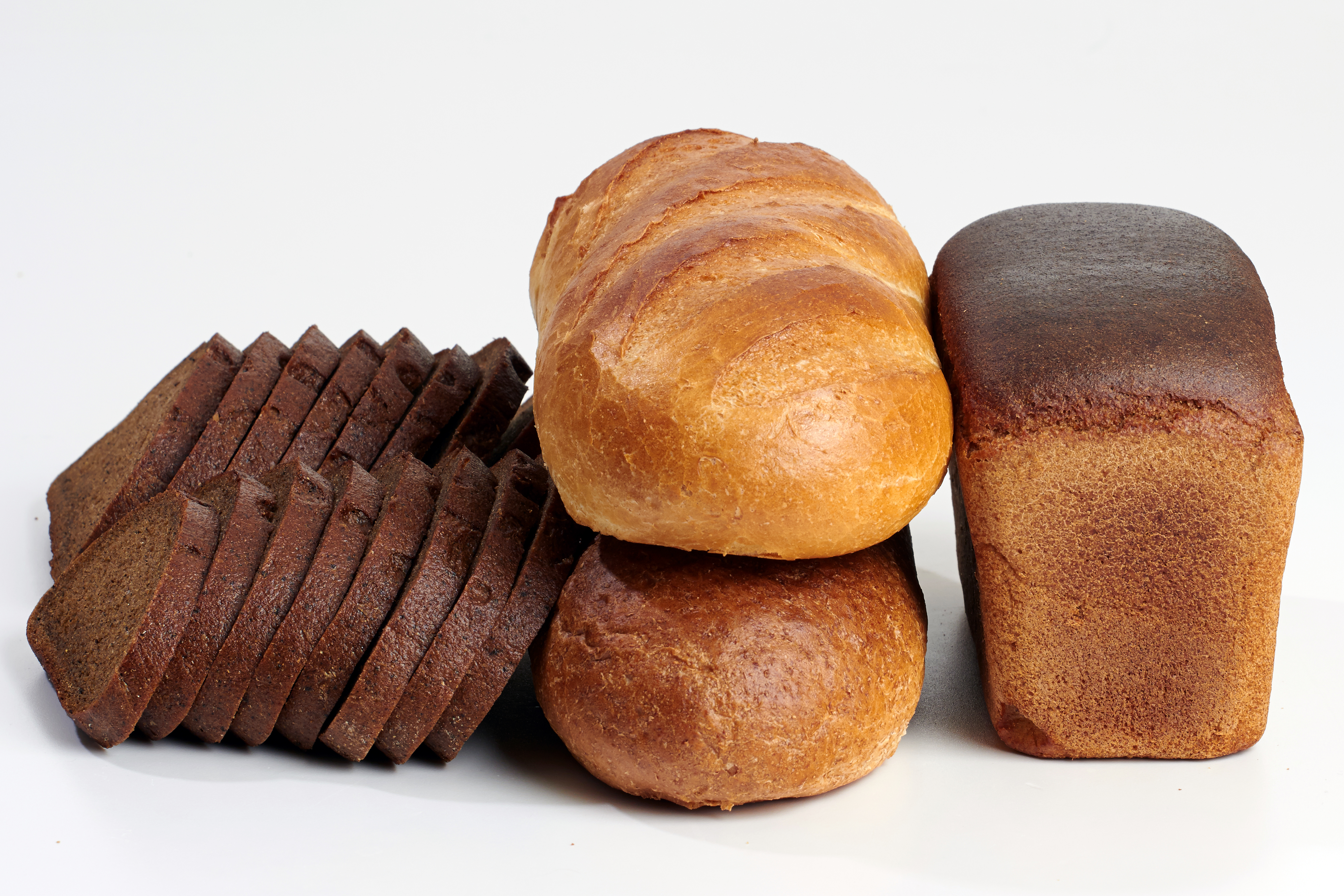
في الأسفل هو رغيف النخالة (Bran bread)، يُطلق عليه أيضًا الخبز الغني بالألياف (High Fiber Bread)

- قد يستخدم في الأعلاف